# Miguel Ángel Angulo
Miguel Ángel Angulo Valderrey (Oviedo, 1977. június 23. –) spanyol válogatott labdarúgó.

## Pályafutása

### Klubcsapatokban

#### Valencia
Az asztúriai Oviedóban született, a helyi labdarúgócsapatban, a Sporting de Gijónban kezdte pályafutását, majd 1996 januárjában, 18 évesen csatlakozott a Valenciához. Egy ideig a tartalékoknál játszott, majd az 1996-97-es szezonban kölcsönadták a spanyol másodosztályban szereplő Villarrealnak, majd a következő nyáron visszatért a Valenciához.
434 tétmérkőzésen lépett pályára és 67 gólt szerzett a Estadio Mestallaban töltött időszaka alatt. Nagyon fontos szerepet játszott a csapat La Liga-győzelmeiben 2002-ben és 2004-ben (összesen hat gólt szerzett 48 mérkőzésen), és kezdőként lépett pályára a 2004-es UEFA-kupa-döntőjében, ahol csapatával az Olympique de Marseille ellen győzedelmeskedtek. Csereként is eredményes volt a korábbi fordulókban a Makkabi Haifa és a Beşiktaş elleni győzelmek során. A korábbi kezdőjátékos, a francia-guadeloupe-i Jocelyn Angloma kiöregedése miatt több mérkőzésen támadó felfogású jobbhátvédként kényszerült játszani, mivel a csapat főként 5–3–2-es felállásban játszott.
2004 nyarán az utolsó pillanatban meggondolta magát, és visszalépett az Arsenalhoz való átigazolástól. Ügynöke szerint a játékos azért döntött így, mert szorongott a Londonba költözés miatt; az orvosi vizsgálat egy részén már túl volt. A következő három szezonban is számítottak rá a Valenciánál, 93 bajnoki mérkőzésen 15 gólt szerzett. 2004. december 15-én az UEFA hét mérkőzésre eltiltotta, miután a Werder Bremen elleni UEFA-kupa-mérkőzésen megrúgta Nelson Valdezt, majd leköpte Tim Borowskit.
2007. december 20-án Santiago Cañizares és David Albelda mellett, az új edző, Ronald Koeman kirúgta a csapatból. A következő év áprilisának végén azonban, Koeman menesztését követően, az új edző, Voro mindhármukat visszahelyezte a kiesés által komolyan fenyegetett csapatba, amelynek öt mérkőzése maradt hátra a szezonból. Április 27-én tért vissza a pályára, amikor csereként beállt David Villa helyére, és öt percet játszott a CA Osasuna elleni 3–0-s hazai győzelem során. Két héttel később már kezdőként lépett pályára, és gólt szerzett az akkor már kiesett Levante UD elleni 5–1-es idegenbeli győzelem során.

#### Sporting CP
2009 augusztusában, egy egyéni szempontból középszerű szezon után, a Valencia felbontotta szerződését, ezzel véget vetve a 14 éves kapcsolatnak. Ugyanezen hónap végén egyéves szerződést kötött a Sporting CP-vel, de mindössze négy hónap után a lisszaboni klub elengedte őt, mivel nagyon bizonytalan volt, és már a visszavonulását fontolgatta, amelyet a következő héten meg is erősített.

### A válogatottban
2004. november 17-én debütált a spanyol válogatottban, az Anglia ellen 1–0-ra megnyert barátságos mérkőzésen. A továbbiakban 11 válogatottságig jutott, azonban egyetlen nagy tornán sem vett részt.
Pályára lépett az 1997-es ifjúsági labdarúgó-világbajnokságon (öt mérkőzésen) és a 2000-es nyári olimpiai játékokon (szintén öt mérkőzésen), ahol segített a csapatának a második hely elérésében. Ugyanebben az évben szerepelt Asztúria válogatottjában is, amely 1936 óta először játszott mérkőzést, és 1–0-ra nyert hazai pályán, szülővárosában, Macedónia ellen.

## Játékosstatisztika

### Klubcsapatokban
| Klub                    | Szezon           | Bajnokság          | Bajnokság | Bajnokság | Kupa  | Kupa  | Nemzetközi | Nemzetközi | Összes | Összes |
| Klub                    | Szezon           | Liga               | Mérk.     | Gólok     | Mérk. | Gólok | Mérk.      | Gólok      | Mérk.  | Gólok  |
| ----------------------- | ---------------- | ------------------ | --------- | --------- | ----- | ----- | ---------- | ---------- | ------ | ------ |
| Sporting Gijón B        | 1995–96          | Segunda División B | 14        | 4         | —     | —     | —          | —          | 14     | 4      |
| Valencia B              | 1995–96          | Segunda División B | 15        | 2         | —     | —     | —          | —          | 15     | 2      |
| Villarreal (kölcsönben) | 1996–97          | Segunda División   | 32        | 9         | 5     | 1     | —          | —          | 33     | 10     |
| Valencia                | 1997–98          | La Liga            | 28        | 3         | 3     | 3     | –          | –          | 31     | 6      |
| Valencia                | 1998–99          | La Liga            | 36        | 8         | 6     | 2     | 10         | 3          | 52     | 13     |
| Valencia                | 1999–00          | La Liga            | 29        | 5         | 3     | 0     | 18         | 3          | 50     | 8      |
| Valencia                | 2000–01          | La Liga            | 28        | 0         | 2     | 1     | 10         | 0          | 40     | 1      |
| Valencia                | 2001–02          | La Liga            | 26        | 4         | 0     | 0     | 5          | 2          | 31     | 6      |
| Valencia                | 2002–03          | La Liga            | 24        | 4         | 4     | 0     | 11         | 2          | 39     | 6      |
| Valencia                | 2003–04          | La Liga            | 22        | 2         | 5     | 1     | 9          | 2          | 36     | 5      |
| Valencia                | 2004–05          | La Liga            | 25        | 3         | 3     | 0     | 5          | 0          | 33     | 3      |
| Valencia                | 2005–06          | La Liga            | 32        | 6         | 4     | 0     | 1          | 0          | 37     | 6      |
| Valencia                | 2006–07          | La Liga            | 36        | 6         | 3     | 2     | 10         | 2          | 49     | 10     |
| Valencia                | 2007–08          | La Liga            | 16        | 2         | 0     | 0     | 4          | 0          | 20     | 2      |
| Valencia                | 2008–09          | La Liga            | 11        | 0         | 3     | 1     | 2          | 0          | 16     | 1      |
| Valencia                | Összesen         | Összesen           | 313       | 43        | 36    | 10    | 85         | 14         | 434    | 67     |
| Sporting CP             | 2009–10          | Primeira Liga      | 4         | 0         | 2     | 0     | 3          | 0          | 9      | 0      |
| Karrier összesen        | Karrier összesen | Karrier összesen   | 378       | 58        | 43    | 11    | 86         | 14         | 505    | 83     |

### A válogatottban
| Spanyolország | Spanyolország | Spanyolország |
| Év            | Mérk.         | Gólok         |
| ------------- | ------------- | ------------- |
| 2004          | 1             | 0             |
| 2006          | 3             | 0             |
| 2007          | 7             | 0             |
| Összesen      | 11            | 0             |

## Edzői statisztika
| Csapat     | Nemzet  | –tól             | –ig       | Mérleg     | Mérleg | Mérleg | Mérleg | Mérleg | Mérleg | Mérleg | Mérleg |
| M          | GY      | D                | V         | Győzelem % | RG     | KG     | +/-    |        |        |        |        |
| ---------- | ------- | ---------------- | --------- | ---------- | ------ | ------ | ------ | ------ | ------ | ------ | ------ |
| Valencia B | spanyol | 2021. június 17. | jelenlegi | 101        | 48     | 30     | 23     | 47.52  | 160    | 90     | +70    |

## Sikerei, díjai

### Klubcsapatokban
Valencia
- Spanyol bajnok: 2001–02, 2003–04
- Spanyol kupagyőztes: 1998–99
- Spanyol szuperkupa-győztes: 1999
- UEFA-kupa-győztes: 2003–04
- UEFA-szuperkupa-győztes: 2004
- Intertotó-kupa-győztes: 1998
- Bajnokok Ligája ezüstérmes: 1999–2000[22]

### A válogatottban
Spanyolország U18
- U18-as Európa-bajnok: 1995[23]

 Spanyolország U21
- U21-es Európa-bajnok: 1998[24]

 Spanyolország U23
- nyári olimpiai ezüstérmes: 2000[25]

## Fordítás
- Ez a szócikk részben vagy egészben  a   Miguel Ángel Angulo című angol Wikipédia-szócikk fordításán alapul.  Az eredeti cikk szerkesztőit annak laptörténete sorolja fel. Ez a jelzés csupán a megfogalmazás eredetét és a szerzői jogokat jelzi, nem szolgál a cikkben szereplő információk forrásmegjelöléseként.